# Bubreg
Bubrezi (lat. ren, gr: νεφρό, nephro) parni su žljezdani organ mokraćnog sustava.
Smješteni su retroperitonalno, odn. iza potrbušnice. Desni bubreg leži nešto niže od lijevog.

## Anatomija bubrega
Bubreg je duguljasti organ veličine stisnute šake i oblika graha.
Kod normalno razvijenog bubrega, površina je glatka, crvenkasto-smeđa. Bubreg je ovijen vezivnom čahurom, a oko čahure se nalazi sloj masnog tkiva koji održava toplinu i učvršćuje bubreg, zajedno čine tzv. bubrežni (Gerotin) ovoj (nazvan po Dimitriu Geroti). Do bubrega dolaze štetne ili suvišne tvari koje se potom izlučuju iz tijela.
Osnovna je građevna jedinica bubrega nefron. Svaki bubreg sadrži otprilike 2 milijuna nefrona, u funkciji ih je milijun a ostali su u "pričuvi". Nefron započinje u bubrežnoj kori Malpighijevim tjelešcem, koje se sastoji od spleta krvnih žila-glomerula. Glomerule su smještene u Bowmanove čahure. U čahuru ulazi arteriola afferens, i stvara glomerul. Iz čahure izlazi arteriola efferens. Rad bubrega nadopunjuje koža.

## Funkcija
Krv arteriolom afferens dolazi do glomerula, gdje se filtrira krvna plazma kroz kapilarne stijenke do Bowmanove čahure. Krv nastavlja teći arteriolom efferens, koja se raspliće u sustav kapilara.Na Bowmanovu čahuru se nadovezuje proksimalni kanalić. koji se nastavlja u Henleovu petlju i zatim u distalni kanalić, u kori bubrega.
Distalni kanalići se slijevaju u sabirne kanaliće. Uz te kanaliće se nalaze kapilare, te dolazi do reapsorpcije korisnih tvari.
Vrhovi piramida, koje tvore sabirni kanalići, ulaze u bubrežnu čašicu, koje se slijevaju u bubrežnu nakapnicu koja se nastavlja u mokraćovod.
Bubrezi izlučuju štetne tvari iz tijela, reguliraju osmotski tlak,koncentraciju iona u krvi, i volumen i kiselost tjelesnih tekućina.
Ako tjelesna tekućina postane hipertonična, hipofiza izlučuje antidiuretički hormon-ADH.
ADH se filtrira u čahuri nefrona, te stijenke nefrona postaju propusnije- reapsorpcija vode se povećava. U suprotnome slučaju,ako dođe do hipotoničnosti, ADH se prestaje lučiti, i voda se u većim količinama izlučuje.
Tamm-Horsfallov protein (uromodulin) nastaje na luminalnoj površini stanica uzlaznog dijela Henleove petlje u bubreg svih sisavaca.

## Bolesti
- Balkanska endemska nefropatija